# Morral, Ohio
Morral là một làng thuộc quận Marion, tiểu bang Ohio, Hoa Kỳ. Năm 2010, dân số của làng này là 399 người.

## Dân số
- Dân số năm 2000: 388 người.
- Dân số năm 2010: 399 người.